# Klouzek strakoš
Klouzek strakoš (Suillus variegatus (Sw.) Kuntze), v některé české literatuře udáván jako hřib strakoš, je jedlá houba z čeledi klouzkovité.

## Synonyma
- Boletus variegatus Sw. ex Fr.
- Ixocomus variegatus (Sw. ex Fr.) Quél.

- hřib strakoš
- hřib kožešník
- podsosnička
- vraní pupek, husí pupek[2]
- kačenka[2]
- koženáč, kožák[2]
- máselník, máselka[2]
- podlíska
- podborovák
- podborovenka[2]
- židák, židáček[2]
- bezpráce
- žluťák[2]

## Vzhled

### Makroskopický
Klobouk má v průměru 3–15 cm. Tvar klobouku je zpočátku polokulovitý, poté polštářovitý až ploše polštářovitý v dospělosti, ve stáří, někdy až plochý, suchý, za vlhka mírně slizký. Okraj klobouku je v mládí podvinutý, v dospělosti pak ostrý. Barva je žlutavě olivová až špinavě pomerančová ve stáří až olivově nazelenalá. V mládí je klobouk pokrytý hnědou až červenohnědou plstí, která ve stáří mizí. Pokožka klobouku se dá sloupat velice obtížně nebo vůbec.
Rourky jsou relativně krátké 8–15 mm dlouhé, v mládí okrově žluté v dospělosti pak až olivově hnědé, na řezu a otlačením modrající. Póry jsou zbarvením jakoby špinavější než rourky, drobné, v mládí kulaté, pak téměř hranaté. Poraněním trochu modrají, později se modrá mění na hnědou.
Třeň je 30–90 mm dlouhý a 25–40 mm široký, v mládí břichatý, poté válcovitý, zprvu jemně plstnatý, potom téměř hladký, plný. Barvy citrónově žluté až okrově žluté, na bázi s hnědočerveným nádechem, dole někdy bledě plstnatý.
Dužnina je dosti tvrdá a pružná, ve třeni trochu vláknitá. Barva je nad rourkami a pod povrchem klobouku nažloutlá až citrónově žlutá, ve třeni s pomerančovým odstínem. Na řezu slabě zelená nebo modrozelená. Vůně je houbová až pryskyřičná, někdy pestřecová, chuť mírná, nevýrazná.

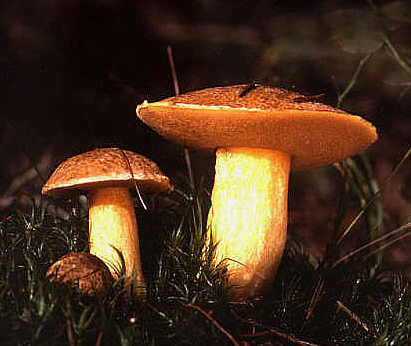
Dospělé plodnice

### Mikroskopický
Výtrusy jsou světle žluté, elipsovitě vřetenovité, velikost mají 8–10 × 3–4 mikrometrů. Výtrusný prach je olivově hnědý.

## Výskyt
Roste od července až do listopadu, v písčitých borech, zejména v mladším porostu. Upřednostňuje borovici lesní, kyselejší půdu a vlhká až podmáčená místa. Je to všeobecně rozšířený druh zejména v nížinách, ale vyskytuje se i ve vyšších polohách.

## Použití
Strakoš je jedlá houba. Ke sběru se hodí hlavně mladé plodnice.

## Nejčastější záměny
Zaměnit ho lze s taktéž jedlým, klouzkem kravským, který má však klobouk hladký a za vlhka silně slizký.

## Odkazy

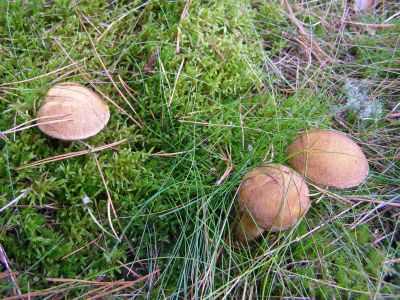
Klouzek strakoš